# سلو ساناتوریا گلوخوفسکوگو
سلو ساناتوریا گلوخوفسکوگو (به لاتین: Selo sanatoriya Glukhovskogo) یک منطقهٔ مسکونی در روسیه است که در باشقیرستان واقع شده‌است.